# Académie d'Alsace des sciences, lettres et arts
L'Académie d'Alsace des sciences, lettres et arts, membre de la Conférence nationale des Académies, fait partie du réseau des 33 académies en région affiliées à l’Institut de France, respectant les missions et les principes d’organisation des académies déclarées d’utilité publique. Créée en 1952, c’est la plus jeune académie de ce réseau national, pour des raisons liées à l’histoire de l’Alsace. Elle siège à Colmar à la Bibliothèque des Dominicains. 
Composée de 50 membres titulaires, elle accueille une centaine de membres correspondants, tous cooptés.

## Historique
L'Académie d’Alsace des sciences, lettres et arts d'Alsace est l'héritière des académies nées à la fin de l’Ancien Régime et au début du XIXe siècle, toutes interrompues après l’Annexion de l’Alsace et de la Moselle par le Reich allemand en 1871.
Après le retour à la France en 1918, la période troublée de l’entre-deux-guerres n’a pas permis le redémarrage d’académies d’esprit français. C’est au lendemain de la Seconde Guerre mondiale, pendant laquelle l’Alsace a connu une terrible annexion de fait qui a profondément affecté le corps social, qu’un groupe d’écrivains, d’artistes et de chefs d’entreprise a créé l’Académie d’Alsace en 1952 à Colmar, au centre géographique de la région, dans la cité qui fut le siège du Conseil souverain d'Alsace avant la Révolution.

## Missions et fonctionnement
L’Académie d’Alsace a affirmé dès sa naissance trois missions, toujours d’actualité : rebâtir et enrichir le rapport de l'Alsace à la France ; valoriser les spécificités de l’identité biculturelle alsacienne ; œuvrer à la réconciliation franco-allemande. Conférences, remises de prix, échanges avec les académies sœurs dans le reste de la France ont progressivement permis de fonder la légitimité de l’Académie dans l’espace régional. Elle fut pionnière, dès la fin des années 1950, dans les actions de jumelage franco-allemand. Au tout début des années 1970, elle a travaillé à sensibiliser aux enjeux de protection de la nature, de préservation des espaces. 
La notion d’ « utilité sociale » lui fait périodiquement formuler des analyses et préconisations sur certains sujets d’intérêt général. Ainsi, en 2021, la publication du rapport « Réenchanter les châteaux forts d’Alsace »(sur une commande de la Collectivité européenne d'Alsace), permet d’éclairer les politiques de protection et d’animation du riche patrimoine des châteaux forts en ruine. Et, en 2024, le colloque « Quelles vignes et quels vins demain ? », mobilisant les six académies de l’Est de la France, a réfléchi sur les défis climatiques, techniques et sociétaux de ce secteur économique clé.
L'Académie d’Alsace, depuis une réforme de ses statuts en 2019, est composée de trois sections : Sciences, Culture, Société. Elle tient une réunion mensuelle de ses membres à Colmar et crée tout au long de l’année des événements publics, souvent en association avec d’autres acteurs régionaux.

## Prix décernés
Elle décerne chaque année une dizaine de prix. Voici les principaux :
-	Grand prix de l'Académie d’Alsace, en partenariat avec la Ville de Strasbourg ;
-	Prix scientifique Wallach, décerné alternativement à un jeune chercheur H/F des universités de Strasbourg et de Haute-Alsace ;
-	Prix de la Décapole, attribué à l'auteur d'une œuvre consacrée à l’histoire de l’Alsace ;
-	Prix Maurice Betz, avec le soutien de la Ville de Colmar : c’est le plus ancien des prix décernés, originellement consacré à distinguer un écrivain, il s’est réorienté en 2019 vers la traduction ;
-	Prix Beatus Rhenanus, décerné tous les deux ans dans l’espace trinational Alsace/Pays de Bade/Bâle.

## Liste des présidents
| René Spaeth         | 1952 - 1972 |
| Camille Schneider   | 1972 - 1978 |
| Pierre Schmitt      | 1978 - 1990 |
| Raymond Oberlé      | 1990 - 1996 |
| Jean-Claude Gall    | 1996 - 2002 |
| Bernard Pierrat     | 2002 -2008  |
| Christiane Roederer | 2008 _ 2017 |
| Bernard Reumaux     | 2017 -      |